# 李世默
李世默（英語：Eric Xun Li，1968年5月4日—），风险投资家及政治学学者，担任成为资本董事长，中国大陆时政媒体观察者网的创始人之一。

## 生平
1968年5月4日出生在上海，李世默在伯克利加州大学获得经济学学士学位，斯坦福商学院MBA学位，及复旦大学国际关系及公共事务学院政治学博士学位。
1989至1993年，李在美国的一家系统集成公司Perot Systems工作。1999年成为资本（Chengwei Ventures）在美国成立，募集资本6000万美元。出资人中包括许多美国金融资本家、风投资本家，其中包括唐纳德·拉姆斯菲尔德，还包括美国著名的风险投资家George Leonard Baker。茅道林是其高级顾问。 同年，李回到上海，与邓小平外孙女、邓榕的女儿卓玥的丈夫冯波共同创立了成为资本中国公司。
成为基金是中国最大的私营钻井服务商安东石油（Anton Oil）的最大股东。此外，成为基金在20多家公司拥有高额股份，包括中国最大的网络电视公司优酷，还包括汉庭酒店和舜宇光学；前者是中国第二大连锁型经济旅馆，后者是中国最大的光学镜片制造企业。
此外，李世默还担任了春秋发展战略研究院研究员和理事、国际问题研究院(IISS)理事、国际开源芯片技术组织RISC-V基金会理事、中欧国际工商学院董事、复旦大学中国研究院理事
、斯坦福大学Freeman Spogli学院理事、中欧出版集团副董事长、中欧创业营讲师、美国阿斯本研究所研究员、卡内基国际和平基金会顾问、伯克利加州大学艺术博物馆董事、旧金山交响乐团理事、纽约爱乐乐团理事等职位。他同時是《纽约时报》、《外交事务》、《南华早报》、《金融时报》、《华盛顿邮报》、《环球时报》及《赫芬顿邮报》撰稿人。
2008年，李世默以个人名义出资1000万支持创办了Anti-CNN.com网站，以应对北京奥运会前夕“西方媒体对华不实报道”，此网站后改名为四月网。2013年9月，因四月网内部矛盾爆发，网站运营不善，李世默退出，并将全部股权转让给公司员工。2012年，出资创办观察者网。
2013年六月，李世默在TEDGlobal上用英语发表名为“A tale of two political systems”的演讲。

## 政論觀點
- 李世默是纽约时报[12]、南华早报[13]、环球时报[14]、外交、基督教科学箴言报以及赫芬顿邮报撰稿人，其中包括分析美国政治的政论文章[15]基本上認同集體主義和共產主義在未來世界有更適合的有效性。
- 2013年6月13日，李世默在TED演講中說：「民主政治对西方的崛起和现代世界的诞生，居功至伟；然而，很多西方精英把某一种民主形式模式化、普世化，这是西方当前各种病症的病灶所在。如果西方精英不是把大把时间花在向外国推销民主上，而是更多关心一下自身政治改革，恐怕民主还不至于像今天这样无望。……共产主义和选举民主制，都是基于普世价值的『元叙事』；在20世纪，我们见证了前者因极端教条而失败；到21世纪后者正重蹈同样的覆辙。……共产主义和民主可能都是人类美好的追求，但它们普世化的教条时代已经过去，我们的下一代不需要被灌输说『世界上只有一种政治模式，所有社会都只有一种归宿』。多元化正在取代普世化。[16]
- 2016年時麻省理工斯隆管理學院副院長兼講座教授黄亚生曾在TED网站发表博文，驳斥李世默宣扬的“西方民主体制並不优于中共一党专政制度”等论点，雙方透過文字媒體上有短暫隔空論戰[17][18]。
- 2019年英國《金融時報》報導，倫敦政經學院原订开设中国课程，接受他捐款资助，由於伦敦政经学院某些学者的反对，認為接受他的资助會威脅學術自由，校方暫緩課程計畫[19][20][21]。李說是伦敦政经學院主动问他愿不愿成为新学院若干名出资人之一，他表示有兴趣，但之後對方沒下文，后来就听说该新项目已被取消。新聞卻被改裝成他主動要幹一件事情卻被拒。[22]
- 2020年2月，英国《金融时报》專訪李世默时直接挑戰諸多敏感性問題，由吉迪恩·拉赫曼提問，[23]對於新疆的职业技能培训中心問題，李世默認為，与世界上諸多西方帝國崛起时採取的戰爭、滅絕、殖民等手段相比，新疆各種反恐措施溫和得難以置信，「這不是一個完美的做法，但首先西方似乎沒有資格批評，因為他们自身的行為更糟，這作法是否有效應該交由歷史結論評價」，提到對中共總書記習近平的看法，他自認是習的粉絲，認為習格外重视环境保护、反腐倡廉和民族振兴，这與美國罗斯福總統有共通點，當前中國局勢也與當年的美國相似「正在成为世界强国的道路，但还没有真正达到那个地位」[24]處於全面崛起的前夕。對美國總統川普，他持正面看法，覺得川普認為美國應面對現實，遠離當世界統治者的大立場是正確的，同時李喜歡川普傳統南方支持者的氣氛，那些南方地區尊重历史和传统，而且有种“社群高于个人的氛围”。李世默認為美國有些人想阻止中國崛起的願望是荒唐的，當14億人口数量更龐大，又比美國人更努力學習和工作，要求這群人最終的結局是總體力量和人均收入在美國之下「这种立场本身在道德上就应该被质疑」。
- 2018年他为《华盛顿邮报》撰稿称习近平废除国家主席连任限制是“一件好事”。[25]2020年他为《外交政策》撰稿称习近平是一个“好皇帝”。[26]